# The Ultimate Fighter: Team Edgar vs. Team Penn Finale
The Ultimate Fighter: Team Edgar vs. Team Penn Finale (también conocido como The Ultimate Fighter 19 Finale) fue un evento de artes marciales mixtas celebrado por Ultimate Fighting Championship el 6 de julio de 2014 en el Mandalay Bay Events Center en Las Vegas, Nevada.

## Historia
El evento estuvo encabezado por una tercera pelea entre los excampeones de peso ligero de UFC Frankie Edgar y B.J. Penn. Ambos se enfrentaron previamente en UFC 112 y UFC 118 con Edgar ganando ambos combates por decisión unánime.
La tarjeta también contó con la final de The Ultimate Fighter: Team Edgar vs. Team Penn en las divisiones de peso medio y peso semipesado.

## Resultados
1. ↑  Final de Peso Semipesado TUF 19.
2. ↑  Final de Peso Medio TUF 19.
3. ↑  Originalmente victoria por sumisión (rear-naked choke) para Drysdale. El resultado fue cambiado a "Sin resultado" después de que Drysdale diera positivo por elevados niveles de testosterona durante una revisión posterior a la pelea.

## Premios extra
Cada peleador recibió un bono de $50,000.
- Pelea de la Noche: Jumabieke Tuerxun vs. Leandro Issa
- Actuación de la Noche: Leandro Issa y Adriano Martins